# Karangjati (Susukan)
Karangjati is een bestuurslaag in het regentschap Banjarnegara van de provincie Midden-Java, Indonesië. Karangjati telt 3703 inwoners (volkstelling 2010).